# Municipio de Lidköping
Municipio de Lidköping (del sueco: Lidköpings kommun) es un municipio en la provincia de Västra Götaland en la provincia histórica de Vestrogotia. El lugar principal es Lidköping. También forma parte de la antigua Skaraborg.

## Demografía
Fuente: Statistiska centralbyrån

## División administrativa
Hasta el año de 2016 el municipio estaba dividido en 4 ciudades: Järpås församling, Kållands-Råda församling, Lidköpings församling, Sunnersbergs församling, Sävare församling y Örslösa församling. A partir de ese mismo año el municipio se divide en los siguientes distritos:
- Friel
- Gillstad
- Gösslunda
- Hasslösa
- Hovby
- Häggesled
- Härjevad
- Järpås
- Karaby
- Kållands-Åsaka
- Lavad
- Lidköping
- Lindärva
- Mellby
- Norra Härene
- Norra Kedum
- Otterstad
- Rackeby
- Råda
- Saleby
- Skalunda
- Strö
- Sunnersberg
- Sävare
- Söne
- Tranum
- Trässberg
- Tun
- Tådene
- Uvered
- Väla
- Örslösa